# Касар (Північна Кароліна)
Касар (англ. Casar) — місто (англ. town) в США, в окрузі Клівленд штату Північна Кароліна. Населення — 305 осіб (2020).

## Географія
Касар розташований за координатами 35°30′46″ пн. ш. 81°37′1″ зх. д. / 35.51278° пн. ш. 81.61694° зх. д. (35.512708, -81.616844).  За даними Бюро перепису населення США в 2010 році місто мало площу 4,53 км², уся площа — суходіл.

## Демографія
Згідно з переписом 2010 року, у місті мешкало 297 осіб у 125 домогосподарствах у складі 83 родин. Густота населення становила 66 осіб/км².  Було 152 помешкання (34/км²).
Расовий склад населення:
| - 98,0 % — білих - 0,3 % — корінних американців |

До двох чи більше рас належало 1,7 %. Частка іспаномовних становила 3,4 % від усіх жителів.
За віковим діапазоном населення розподілялося таким чином: 24,9 % — особи молодші 18 років, 54,6 % — особи у віці 18—64 років, 20,5 % — особи у віці 65 років та старші. Медіана віку мешканця становила 41,4 року. На 100 осіб жіночої статі у місті припадало 91,6 чоловіків;  на 100 жінок у віці від 18 років та старших — 82,8 чоловіків також старших 18 років.
Середній дохід на одне домашнє господарство  становив 42 491 долар США (медіана — 25 313), а середній дохід на одну сім'ю — 60 045 доларів (медіана — 30 313). Медіана доходів становила 31 071 долар для чоловіків та 31 250 доларів для жінок. За межею бідності перебувало 28,3 % осіб, у тому числі 47,1 % дітей у віці до 18 років та 5,5 % осіб у віці 65 років та старших.
Цивільне працевлаштоване населення становило 97 осіб. Основні галузі зайнятості: виробництво — 30,9 %, освіта, охорона здоров'я та соціальна допомога — 19,6 %, мистецтво, розваги та відпочинок — 9,3 %, будівництво — 8,2 %.